# Euphthiracarus insolitus
Euphthiracarus insolitus är en kvalsterart som beskrevs av Wojciech Niedbała 2004. Euphthiracarus insolitus ingår i släktet Euphthiracarus och familjen Euphthiracaridae. Inga underarter finns listade i Catalogue of Life.